# Anastatus acherontiae
Anastatus acherontiae is een vliesvleugelig insect uit de familie Eupelmidae. De wetenschappelijke naam is voor het eerst geldig gepubliceerd in 1960 door Narayanan, Subba Rao & Ramachandra.